# Verna (patak)
A Verna patak Magyarországon, Vas vármegyében, Oszkónál eredő patak. Pácsony és Olaszfa határában haladva Győrvárt érinti, ahol belefolyik a Sárvíz patakba amely Zalaszentlőrincet és Zalaszentivánt érintve Zala vármegyében a Zalába torkollik. 